# Ferdinand Ernst Karl Herberstein
Ferdinand Ernst Karl conte di Herberstein (... – 1720) è stato un matematico e militare tedesco.

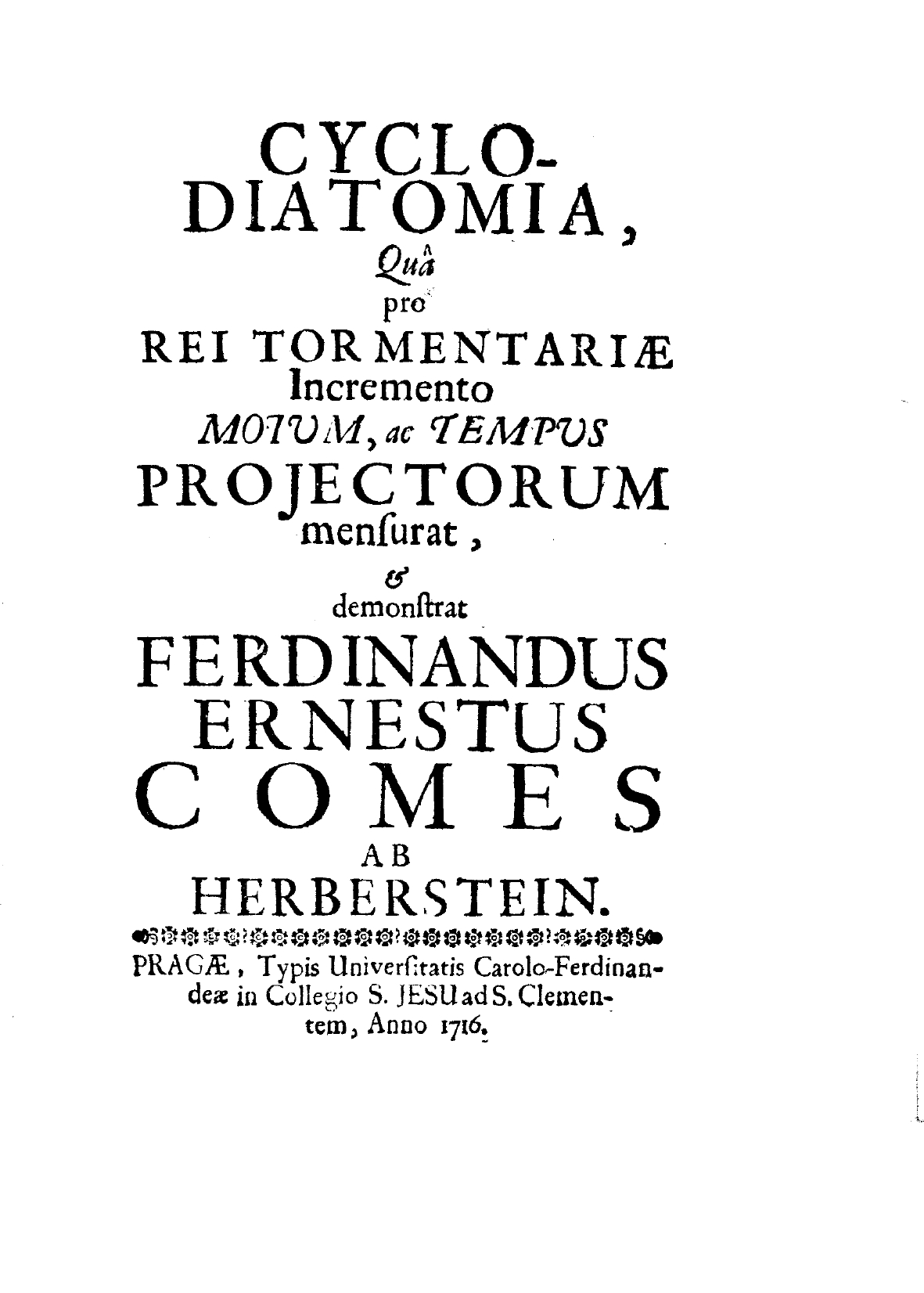
Cyclo-diatomia, 1716

Di antica nobiltà austriaca, figlio del conte Karl Sigmund, visse in Boemia. Pubblicò varie opere, alcune delle quali con lo pseudonimo di Amari de Lapide.

## Opere
- Norma et regula statica intersectione circulorum desumta, Praga 1686
- Mathemata adversu umbratiles Petri Poireti impetus propugnata, Praga, 1709
- Diatome circulorum seu specimen geometricum, Praga, 1710
- Erotema politico-philologicum an studium Geometriae rempublicam administranti obstaculo sit an adminiculo?, Praga, 1712
- (LA) Ferdinand Ernst Karl Herberstein, Cyclo-diatomia, Pragae, typis universitatis Carolo-Ferdinandeae in Collegio sJesu ad sClementem, 1716.
- (come Amari de Lapide) De machinis pro rei tormentariae incremento etc. tractandis
- (come Amari de Lapide) Artis technicae via plana et facilis, Stettino 1736